# Live at the Whitney
Live at the Whitney is een livealbum van de Amerikaanse pianist, componist en bandleader Duke Ellington. De plaat werd opgenomen in het  Whitney Museum of American Art in 1972 en kwam in 1995 uit op het label Impulse!.

## Ontvangst
Don Heckman van Los Angeles Times gaf het album 3½ (van vier mogelijke) sterren. "Wat we hier hebben is een briljant voorbeeld van de essentie van Ellington", aldus Heckman, "en een bewijs in een notedop voor zijn creatieve belang". 
In zijn recensie op Allmusic gaf jazzcriticus Scott Yanow de plaat drie sterren. Hij noemde het programma gevarieerd, met oude ''standards'' en nieuwe en onbekende nummers. Zijn vingers waren wat stroef, maar naarmate het concert vorderde ging hij sterker spelen.

## Tracks
Alle composities door Duke Ellington, tenzij anders aangegeven:
1. Openingswoorden - 1:06
2. "Medley: Black and Tan Fantasy/Prelude to a Kiss/Do Nothing till You Hear from Me/Caravan" (Ellington, James "Bubber" Miley/ Ellington Irving Mills/Ellington, Bob Russell/Juan Tizol) - 6:51
3. "Meditation" - 2:39
4. "A Mural from Two Perspectives" - 2:56
5. "Sophisticated Lady/Solitude" (Ellington, Mills/Ellington, Mills, Eddie DeLange) - 4:44
6. "Soda Fountain Rag" - 1:18
7. "New World A-Comin'" - 9:02
8. "Amour, Amour" - 1:41
9. "Soul Soothing Beach" - 2:51
10. "Lotus Blossom" (Billy Strayhorn) - 2:35
11. "Flamingo" (Edmund Anderson, Ted Grouya) - 1:35
12. "Le Sucrier Velours" - 1:44
13. "The Night Shepherd" - 2:45
14. "C Jam Blues" (Barney Bigard, Ellington) - 3:04
15. "Mood Indigo" (Bigard, Ellington, Mills) - 2:06
16. "I'm Beginning to See the Light" (Ellington, Don George, Johnny Hodges, Harry James) - 1:23
17. "Dancers in Love" - 2:13
18. "Kixx" - 1:35
19. "Satin Doll" (Ellington,Strayhorn) - 3:07  
  - Opgenomen in het Whitney Museum of American Art in New York, op 10 april 1972.

## Bezetting
- Duke Ellington – piano
- Joe Benjamin - bass
- Rufus Jones - drums